# Say Hello to Black Jack
Pour les articles homonymes, voir Hello.
Say Hello to Black Jack (ブラックジャックによろしく, Burakku Jakku ni yoroshiku) est un seinen manga de Shūhō Satō. Son titre est inspiré du manga médical Blackjack d'Osamu Tezuka. Il a été prépublié dans le magazine Morning entre 2002 et 2006 et a été compilé en un total de treize tomes. La version française a été éditée par Glénat. Le manga original est en libre service depuis septembre 2012 à la suite de l'annulation du contrat avec Kōdansha.
Le manga décrit le parcours initiatique de son personnage principal, Eijiro Saitô, dans les différents services de l'hôpital auxquels il se voit affecté tour à tour pendant la formation suivant l'obtention de son diplôme.
Une adaptation en drama de onze épisodes a été diffusée entre avril et juin 2003 sur la chaine TBS. Un épisode spécial a ensuite été diffusé le 3 janvier 2004.
Une suite nommée Shin Black Jack ni Yoroshiku (新ブラックジャックによろしく) a été prépubliée dans le magazine Big Comic Spirits de l'éditeur Shōgakukan entre février 2007 et juillet 2010,, et a été compilé en un total de neuf tomes.

## Synopsis
Saitô sort de Eiroku, la plus grande université de médecine du Japon, à Tokyo. Les apprentis médecins y ont appris la théorie et sont considérés comme « le pilier de la médecine japonaise ». Néanmoins ils sont désormais confrontés à la réalité du terrain et aux chocs que cela entraîne. Entre difficultés financières et dilemmes moraux et éthiques à la découverte des dérives du système médical japonais, Saitô va devoir composer avec ses convictions, les codes établis dans les différents services et réfléchir sur les devoirs du médecin envers ses patients, pour tenter de répondre à la question récurrente de la série : « Être médecin, qu'est-ce que c'est ? »
Les tomes 1 et 2 suivent Saitô de la sortie de sa formation universitaire à sa mise en pratique dans un stage en service de chirurgie.
Les tomes 3 et 4 décrivent le passage de Saitô en service de réanimation prénatale, où l'on s'occupe de maintenir en vie les nouveau-nés prématurés.
Les tomes 5 à 8 traitent du service de cancérologie.
Les tomes 9 à 13 suivent Saitô dans son immersion au sein des services psychiatriques.

## Analyse
Say Hello to Black Jack, à travers un récit fictionnel, dresse un constat des dysfonctionnements de la médecine au Japon, en s'appuyant sur des témoignages de praticiens du milieu hospitalier. La parution de la série a fortement marqué l'opinion publique et a mené l'État japonais à mettre en place une série de réformes pour modifier les lois sur la santé.

## Distinctions
En 2004, le manga reçoit le Grand Prix de l'Association des auteurs de bande dessinée japonais.